# Brachionopus
Brachionopus is een geslacht van spinnen uit de familie vogelspinnen (Theraphosidae).

## Soorten
De volgende soorten zijn bij het geslacht ingedeeld:
- Brachionopus annulatus Purcell, 1903
- Brachionopus leptopelmiformis Strand, 1907
- Brachionopus pretoriae Purcell, 1904
- Brachionopus robustus Pocock, 1897
- Brachionopus tristis Purcell, 1903